# Dům U Bicyklu (Kadaň)

Dům U Bicyklu (čp. 62) je původně gotický měšťanský dům, který se nachází na centrálním náměstí (dříve Tržní, nyní Mírové) v Kadani. V současné době v domě sídlí snad nejznámější kadaňský obchod s koly a potřebami pro cyklisty.

## Historie domu a jeho majitelé
Dům čp. 62 v současné době známý jako dům U Bicyklu, který ční svým výrazným arkýřem do kadaňského Mírového náměstí, je v jádru středověkou stavbou. Vypovídá o tom fragment gotické klenební konzole, který se nachází v podloubí domu. Jak bývalo u měšťanských domů v Kadani zvykem, často měnil své majitele. Koncem 16. století jej vlastnil významný a movitý měšťan Andreas Guba, později byl dům majetkem měšťanských rodin Štěrbů ze Štěrbic a Melczerů. Na přelomu 19. a 20. století se dům ocitl ve vlastnictví rodiny Schöttnerových, přičemž k roku 1896 je jako jeho majitel a provozovatel zdejšího hostince uváděn Franz Schöttner. Tento vážený a úspěšný živnostník byl rovněž v té době předsedou kadaňského společenství hostinských a restauratérů. Prostorný měšťanský dům tehdy pojímal i další živnost, a sice živnost Marie Lenhartové, která zde provozovala vyhledávané dámské krejčovství.
Na počátku 20. století se také podle tehdejších vlastníků ustálil název domu, kterému se v té době přezdívalo Schöttnerův dům. Později v roce 1916 je jako majitel domu zmiňován Karl Meißner a roku 1927 Anna Melzerová, kteří zde provozovali restaurační zařízení. Posledními německými majiteli domu byli manželé Franz a Hilda Männlovi, kterým byl dům posléze zkonfiskován. V době po druhé světové válce byl roku 1948 z britského zajetí v dolnosaském městečku Nörten-Hardenberg propuštěn jejich syn Franz Männl. Ten se dne 18. března 1948 na kadaňský Místní národní výbor obrátil v česky psaném dopise se zvláštní prosbou. Nejprve konstatoval, že si je vědom současné nenávisti mnohých Evropanů k Němcům, a následně úřad žádal, zda by se někdo nemohl podívat do podkroví domu čp. 62, kde měl uschována svá školní vysvědčení a výuční list, na jejichž základě by mu v Německu mohla být uznána jeho řemeslnická kvalifikace. Zmiňované úřední dokumenty však nebyly nalezeny.

## Domovní znamení
Na fasádě domu čp. 62 v rohu kadaňského Mírového náměstí se nachází domovní znamení, které má podobu kovové repliky historického velocipédu přezdívaného též kostitřas. Roku 1993 darovala toto domovní znamení majiteli domu a provozovateli zdejšího cyklistického obchodu Pavlu Hnízdilovi jeho manželka Irena. Vzniklo tak originální domovní znamení odkazující na živnost provozovanou v domě a o domu čp. 62 se od té doby hovoří jako o domě U Bicyklu. První takový velocipéd, jaký představuje domovní znamení, byl sestrojen již roku 1869 pařížským mechanikem Eugènem Meyerem. Prvně evropská a později celosvětová vášeň pro cyklistiku se nevyhnula ani Kadani, v meziválečné době zde existovalo hned několik cyklistických spolků, mezi nimi například spolek Blitz, nebo Dělnický spolek cyklistů. Tehdy v Kadani působilo hned pět na prodej strojů, cyklistického příslušenství a odborný servis specializovaných firem vedených Hansem Häuslerem, Josefem Jankou, Heinrichem Huberem, Ottomarem Ottem a Karlem Müllerem.

## Zajímavost
Krátce po druhé světové válce ještě roku 1945 dům obývali židovští manželé Paranovi, jeden z nich původem z Podkarpatské Rusi, a druhý pak z Haliče. V roce 1946 se jim zde narodila dcera Margo. Ta je v současné době významnou izraelskou básnířkou a výtvarnicí. Její otec patřil k židovským dobrovolníkům z Československa, kteří se v roce 1948 vypravili bránit nově vzniklý stát Izrael. Roku 1949 jej pak do Izraele následovala i manželka s dcerou. Margo Paran studovala na univerzitách v Haifě a Jeruzalémě a svou výtvarnou tvorbu vystavovala v Izraeli, Španělsku, Austrálii a Novém Zélandu, Japonsku i v České republice.
Rodné město Kadaň navštívila nejméně dvakrát, v letech 2001 a 2010. V jedné ze svých hebrejských básních věnovaných městu Kadani se vyjadřuje, že její identita se neustále napájí ze dvou zdrojů: řeky Ohře, protékající Kadaní, a Středozemního moře, které omývá Izrael.